# Кемский, Сергей Александрович
Серге́й Алекса́ндрович Кемский (укр. Сергій Олександрович Кемський; 15 ноября 1981, Керчь, Крымская область, Украинская ССР, СССР — 20 февраля 2014, Киев, Украина) — украинский анархист, активист Евромайдана. Погиб на Институтской улице. Герой Украины (2014, посмертно).

## Биография
Родился 15 ноября 1981 года в городе Керчь. Мать — Тамара Кемская.
Окончив среднюю школу № 1 в Керчи, поступил во Львовский национальный университет имени Ивана Франко, специальность «политология».
После университета работал в киевском Институте политических и экономических рисков и перспектив. Основал и являлся администратором сайта «Кооперативное движение», сотрудничал с газетами «День» и Gazeta.ua, публиковался в газете «ФрАза». Стал одним из переводчиков на украинский язык песни «Imagine» Джона Леннона.

### Евромайдан

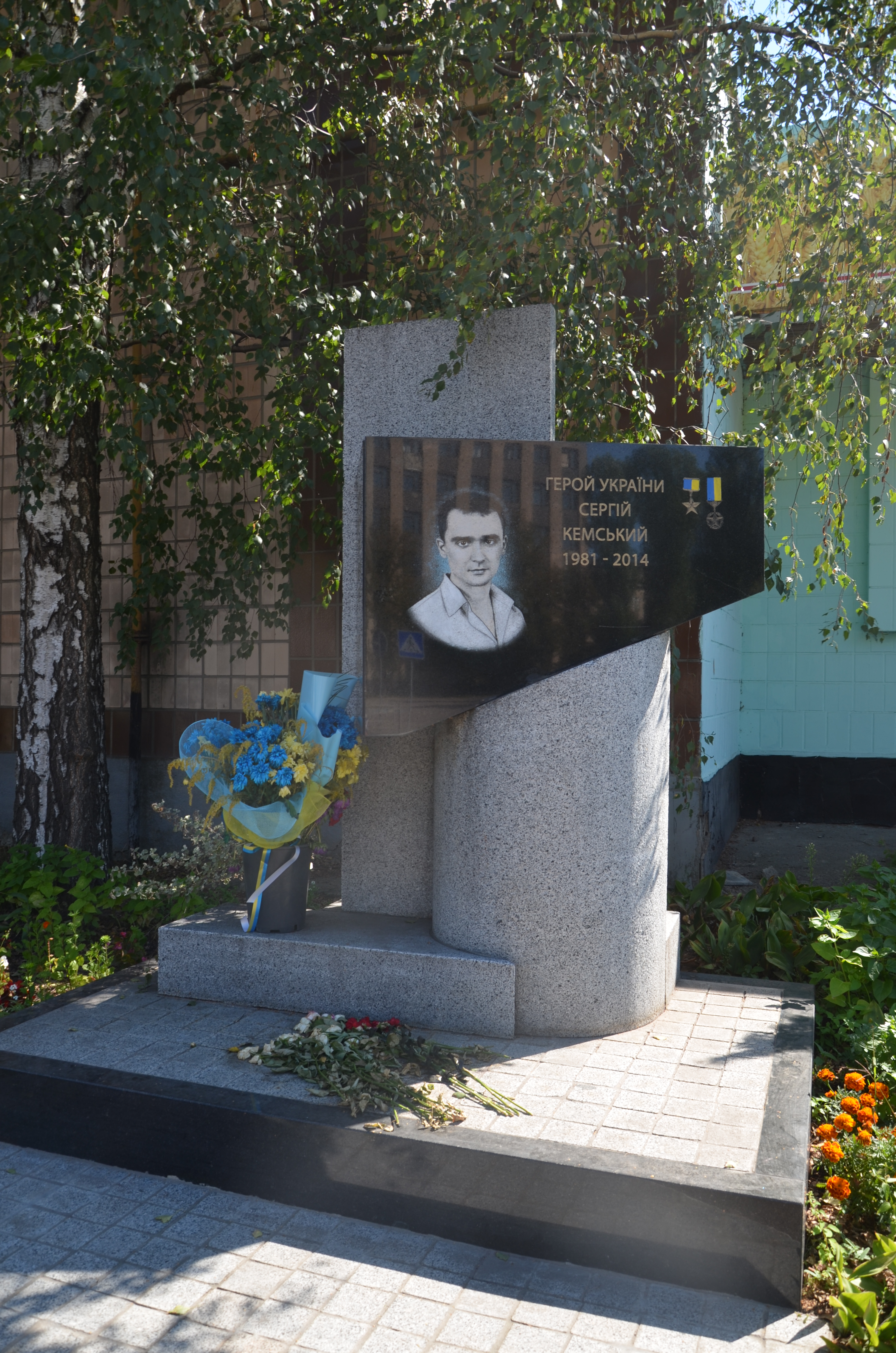
Памятник Сергею Кемскому в Коростене

Последние годы жизни провёл в Коростене Житомирской области. Являлся сторонником анархизма, ненасильственного сопротивления, был активистом «Союза анархистов Украины».
В конце 2013 года был одним из организаторов митингов сторонников Евромайдана в Коростене. Неоднократно приезжал на Евромайдан в Киеве, где принимал участие в создании анархистской «Черной сотни».
1 декабря 2013 года участвовал в массовом киевском митинге, где в колонне левых, профсоюзных и правозащитных активистов протестовал против милицейского насилия. 19 декабря 2013 года в газете «Украинская правда» была опубликована его статья «Слышишь, Майдан?» (укр. Чуєш, Майдане?), где он призывал к развитию прямой демократии и местного самоуправления. В этой статье он также предложил принципы объединения Евромайдана и поделился мыслями о способах общественного давления на власть.
В ходе событий 20 февраля 2014 года в Киеве погиб от выстрела снайпера на Институтской улице, недалеко от Октябрьского дворца, во время столкновения сторонников Евромайдана с правоохранительными органами. Тело было обнаружено во дворе возле Михайловского Златоверхого монастыря.
22 февраля на центральной площади Коростеня состоялось прощание с погибшим. Сергей Кемский был похоронен в селе Великий Яблонец Житомирской области, на родине своих родителей.
22 февраля в Керчи во время митинга сторонников Евромайдана организаторы почтили память Кемского минутой молчания. Председатель правительства АР Крым Анатолий Могилёв направил телеграмму с соболезнованиями родственникам погибшего.
В июле 2014 года городской голова Коростеня Владимир Москаленко поддержал идею переименовать одну из улиц города в честь Сергея Кемского. В ноябре 2014 года в Коростене на доме, где проживают его родители, была установлена мемориальная доска.

## Награды
- Звание Герой Украины с удостаиванием ордена «Золотая Звезда» (21 ноября 2014 года, посмертно) — за гражданское мужество, патриотизм, героическое отстаивание конституционных принципов демократии, прав и свобод человека, самоотверженное служение Украинскому народу, проявленные во время Революции достоинства[20]
- Медаль «За жертвенность и любовь к Украине» (УПЦ КП, июнь 2015 г.) (посмертно)[21]